# 이치바타 버스
이치바타 전차(일본어: 一畑バス, 영어: Ichibata Bus)는 일본의 버스 기업이다. 시마네현의 운난시와 야스기시, 돗토리현 사카이미나토시에서 승합 버스와 전세 버스를 운행하는 사업자로, 이치바타 전기철도 산하에 있다.